# Svein-Erik Stiansen
Svein-Erik Stiansen (* 6. Mai 1942 in Oslo) ist ein ehemaliger norwegischer Eisschnellläufer.

## Werdegang
Stiansen, der für den Oslo SK startete, nahm von 1954 bis 1994 an nationalen Wettbewerben teil und trat international erstmals bei der Mehrkampfweltmeisterschaft 1962 in Moskau in Erscheinung, wo er den 18. Platz im Großen Vierkampf errang. Bei der  Mehrkampfeuropameisterschaft zwei Jahre später in Oslo kam er auf den 16. Platz im Großen Vierkampf. In den folgenden Jahren lief er bei der Mehrkampfeuropameisterschaft 1966 in Deventer auf den siebten Platz im Großen Vierkampf, bei der Mehrkampfeuropameisterschaft 1967 in Lahti auf den fünften Rang im Kleinen Vierkampf und bei der Mehrkampfweltmeisterschaft 1966 in Göteborg sowie bei der Mehrkampfweltmeisterschaft 1967 in Oslo jeweils auf den fünften Platz im Großen Vierkampf. Außerdem wurde er in den Jahren 1966 und 1967 norwegischer Meister im Großen Vierkampf. Nach Platz neun bei der Mehrkampfeuropameisterschaft 1968 in Oslo zu Beginn der Saison 1967/68, belegte er bei den Olympischen Winterspielen im Februar 1968 in Grenoble den 12. Platz über 5000 m sowie den siebten Rang über 1500 m und bei der Mehrkampfweltmeisterschaft 1968 in Göteborg den 12. Platz im Großen Vierkampf. Zudem stellte er im Januar 1968 beim Trofeo Alberto Nicolodi in Madonna di Campiglio mit 176,982 Punkten im Großen Vierkampf einen neuen Weltrekord auf, welcher aber in der folgenden Woche von Günter Traub unterboten wurde.
In der Saison 1968/69 wurde Stiansen bei der Mehrkampfeuropameisterschaft 1969 in Inzell Neunter und bei der Mehrkampfweltmeisterschaft 1969 in Deventer Zehnter im Großen Mehrkampf. Letztmals international startete er bei den Olympischen Winterspielen 1972 in Sapporo, wo er den 11. Platz über 1500 m errang. Sein Sohn Tom Stiansen nahm als Alpiner Skirennläufer an den Olympischen Winterspielen 1994, Olympischen Winterspielen 1998 und Olympischen Winterspielen 2002.

## Erfolge

### Olympische Spiele
- 1968 Grenoble: 7. Platz 1500 m, 12. Platz 5000 m
- 1972 Sapporo: 11. Platz 1500 m

### Mehrkampf-Weltmeisterschaften
- 1962 Moskau: 18. Platz Großer Vierkampf
- 1966 Göteborg: 5. Platz Großer Vierkampf
- 1967 Oslo: 5. Platz Großer Vierkampf
- 1968 Göteborg: 12. Platz Großer Vierkampf
- 1969 Deventer: 10. Platz Großer Vierkampf

### Mehrkampf-Europameisterschaften
- 1964 Oslo: 16. Platz Großer Vierkampf
- 1966 Deventer: 7. Platz Großer Vierkampf
- 1967 Lahti: 5. Platz Kleiner Vierkampf
- 1968 Oslo: 9. Platz Großer Vierkampf
- 1969 Inzell: 9. Platz Großer Vierkampf

## Persönliche Bestzeiten
| Disziplin | Zeit        | Datum            | Ort                  |
| --------- | ----------- | ---------------- | -------------------- |
| 500 m     | 40,5 s      | 26. Februar 1972 | Gol                  |
| 1000 m    | 1:20,7 min  | 5. März 1970     | Inzell               |
| 1500 m    | 2:05,2 min  | 15. Januar 1972  | Davos                |
| 3000 m    | 4:21,8 min  | 28. Januar 1969  | Cortina d’Ampezzo    |
| 5000 m    | 7:27,6 min  | 13. Januar 1968  | Madonna di Campiglio |
| 10.000 m  | 15:41,6 min | 25. Januar 1969  | Inzell               |